# Міхал Древко
Мі́хал Дре́вко, (пол. Michał Drewko; 22 жовтня 1887, Сокаль — 4 квітня 1964, Варшава) — польський археолог, історик і реставратор пам'яток. 

## Біографічні дані
Міхал Древко народився й прожив перші роки життя в Сокалі. Закінчивши гімназію в Ряшеві, у 1909 році він вступив на історичний факультет Ягеллонського університету. Спеціалізувався на археології, вивчав історію первісного суспільства й історію стародавнього світу під керівництвом, відповідно, професорів Влодзімежа Деметрикевича та Петра Беньковського. З 1912 року Древко працював у Краківському археологічному музеї.
Здобувши диплом, учителював у гімназії. Під час Першої світової війни Древка як учителя не призвали до австро-угорської армії, а влітку 1916 року, в час Брусиловського прориву, він, побоюючись російської окупації, виїхав до Відня, де став викладати в польській гімназії. У 1918-му він став членом Державного товариства реставраторів доісторичних пам'яток. 1 жовтня 1920 року це товариство надало Древкові посаду реставратора археологічних пам'яток Люблінського регіону та Волині. Древко обіймав цю посаду протягом восьми років, а тоді став учителювати в Варшаві — в гімназії та ліцеї. На канікулах він провадив археологічні розкопки. Після придушення Варшавського повстання Древко в жовтні 1944-го став членом Комісії з питань захисту культурних цінностей у Варшаві, а з січня 1945 року працював начальником відділу реставрації у Варшавському державному археологічному музеї. У 1949—1951 роках цей відділ підпорядковувався Головній дирекції Міністерства культури і мистецтва Польщі. Тривалий час Міхал Древко був співробітником Інституту історії матеріальної культури Польської академії наук. У 1951 році він став хранителем відділу залізної доби й залишався на цій роботі до кінця життя. Помер 4 квітня 1964 року. Похорон відбувся 9 квітня.

## Наукова діяльність
Доцент Міхал Древко присвятив усю свою професійну діяльність археологічним дослідженням у Люблінщині та сусідніх регіонах. Працюючи реставратором археологічних пам'яток, він керував рятувальними дослідженнями, реєстрував та інвентарював невідомі археологічні пам'ятки (фортеці та кургани) й ініціював проведення проблемних досліджень. У травні 1912 року він, будучи студентом четвертого курсу, провадив розкопки і рятував кладовище лужицької культури в селі Гожицях Тарнобжезького повіту. У 1920—1928 роках Древко здійснив багато археологічних відкриттів на Люблінщині. Його найважливіші роботи — це дослідження в Кренжніці-Ярій, Голомбі, Глодні, Ірені та Заклікові. У Косині він відкрив і дослідив кладовище часів лужицької культури, у якому було понад чотириста могил з кремованими останками. У Лопеннику науковець досліджував кургани з верствою кремованих людських останків часів раннього середньовіччя. 1923 року він провадив розкопки в Кшемйонках, а в 1949—1950 роках виконував там консерваційні роботи на неолітичних рудниках кременю, ушкоджених під час Другої світової війни, й був одним із ініціаторів заснування Кшемйонківського археологічного заповідника. В Осецьку й Нецепліні Древко досліджував кладовища венедської культури.

## Наукові праці
- Sprawozdanie z działalności Państwowego Urzędu Konserwatorskiego na okręg lubelski. — «Wiadomości Archeologiczne» (WA) VI, 1921, s. 180—184.
- Sprawozdanie z działalności Państw, konserwatora zabytków przedhistorycznych na okręg lubelski za r. 1922. — WA VIII, 1923, s. 100—102.
- Sprawozdanie Państw. Konserwatora zabytków przedhistorycznych na okręg lubelski za rok 1923. — WA IX, 1924—1925, s. 353—354.
- Protokół VII konferencji Konserwatorów Okręgowych Zabyków Przedhistorycznych odbytej w dn. 18 i 19 grudnia 1924 w Warszawie. — WA X, 1929, s. 190—197.
- Sprawozdanie z działalności Państw. konserwatora zabytków przedhistorycznych okręgu lubelskiego za lata 1924 — 1926. — WA X, 1929, s. 281—285.
- Sprawozdanie Państw. Konserwatora zabytków przedhistorycznych okręgu lubelskiego za lata 1927—1928. — WA XIII, 1935, s. 295—297.
- Kalisz, (z K. Dąbrowskim i M. Gądzikiewicz). WW: A. Gieysztor. Kierownictwo badań nad początkami państwa polskiego w r. 1952. — Przegląd Zachodni IX; 1953, s. 226—228.
- Ślady osady z czasów cesarstwa rzymskiego w Tyńcu w Kaliszu.- WA XIX, 1953, s. 198—206.
- Wczesnośredniowieczne kurhany ciałopalne we wsi Lipsko, pow. Zamość. — «Sprawozdania Państwowego Muzeum Archeologicznego» V, 1953, z. 4—4, s. 36—41.
- Wielki kurhan wczesnośredniowiecznego cmentarzyska we wsi Lipsko, pow. — WA XX, 1954, s. 307—309.
- Sprawozdanie z prac wykopaliskowych przeprowadzonych w 1954 r. na Tyńcu w Kaliszu. — «Sprawozdania Archeologiczne» (Spraw. Archeol.) I, 1955, s. 47—48.
- Prace wykopaliskowe na wczesnośredniowiecznym cmentarzysku kurhanowym we wsi Lipsko, pow. Zamość. — Spraw. Archeol. II, 1965, s. 82—84.
- Igolonia. — Warszawa 1953, s. 23. (Spraw.). W: WA XXII, 1956, s. 285.
- Sprawozdanie z badań przeprowadzonych w 1955 r. na wczesnośredniowiecznym cmentarzysku kurhanowym we wsi Lipsko, pow. zamojski. — Spraw. Archeol. III, 1957, s. 165—168.
- Średniowieczny gródek strażniczy w Łańcucie. — «Światowit» XXIV, 1962, s. 629—638.

## Нагороди і відзнаки
- 1955 — Медаль «10-річчя Народної Польщі»
- 1964 — Золотий Хрест Заслуги